# Bruno Sacchiero
Bruno Sacchiero (Padova, 18 marzo 1893 – 1918) è stato un pittore italiano.
Iscritto all'Accademia di Belle Arti di Venezia, fu allievo prediletto di Guglielmo Ciardi.
Fu vicino alle esperienze del Gruppo dei "ribelli" di Ca' Pesaro.
Morì a soli 24 anni colpito dall'epidemia della spagnola del 1918, motivo per cui le sue opere sono di difficile reperimento.